# Aspidistra longifolia
Aspidistra longifolia är en sparrisväxtart som beskrevs av Joseph Dalton Hooker. Aspidistra longifolia ingår i släktet Aspidistra och familjen sparrisväxter. Inga underarter finns listade i Catalogue of Life.